# A Remark You Made
 A Remark You Made (englisch für: Eine Bemerkung von dir) ist eine Instrumental-Ballade der US-amerikanischen Jazzrockband Weather Report, die von Joe Zawinul geschrieben wurde. Sie wurde 1977 auf dem Album Heavy Weather aufgenommen und erschien auch 1979 auf dem Live-Album 8:30.
A Remark You Made wird als einer der schönsten Balladen von Zawinul angesehen.

## Komposition und Aufnahme
Zawinul betonte mehrfach, dass ihn die Klangfarben seiner Mitmusiker bei der Komposition inspiriert haben.

„In "A Remark You Made" lässt der besondere Ton des Basses  die Melodie singen. Ich bin ein Komponist, der mit dem Klangbild arbeitet. … Als ich Jacos Klang hörte, fing ich an, ein Lied, basierend auf ihm und dem Saxophon und meinem kleinen Jive zu schreiben. … Ich lebe aus dem Klang, und er hatte einen Sound für die Ewigkeit. Niemand hatte einen besseren, saubereren Klang. "“

„Ich schrieb A Remark You Made am Tag, als ich meinen Oberheim-String-Synthesizer bekam, und ich fand den Sound, den ich auf dem Song verwende. Am nächsten Tag kam Jaco dazu und wir machten es einfach. Ich wusste sofort, es war etwas Besonderes."“

„Am Tag, als ich den Oberheim bekam, setzte ich mich an ihn, ihn auszuprobieren. ... Ich spielte es einfach. Jede Note war da, die Wayne spielen sollte. Ich schrieb es auf, und wir nahmen es in einem oder zwei Takes auf. Alles, was ich tat, war ein wenig Harmonie als Overdub. Es war alles sofort da.“

## Coverversionen
Die Ballade wurde auch von weiteren Musikern wie Warren Bernhardt (1983), Wolfgang Weth (1983), David Newton (1994),  Brian Bromberg (2002), Terje Gewelt (2002) und Jonas Knutsson (2008) eingespielt. Der Diskograph Tom Lord verzeichnet 19 Aufnahmen des Titels.
Im Oktober 2005 nahm Zawinul mit der WDR Big Band A Remark You Made neu auf.